# Musaranya fosca
La musaranya fosca (Sorex monticolus) és una espècie de mamífer de la família de les musaranyes (Soricidae). Viu a Alaska, l'oest del Canadà i els Estats Units i Mèxic.